# Pont roulant de Saint-Malo à Saint-Servan
Le pont roulant de Saint-Malo à Saint-Servan est un pont mobile qui reliait la cale de la Bourse à Saint-Malo au Naye de Saint-Servan. Son emplacement a été comblé, afin de créer l’écluse permettant au port de Saint-Malo de rester à flot.

## Chronologie

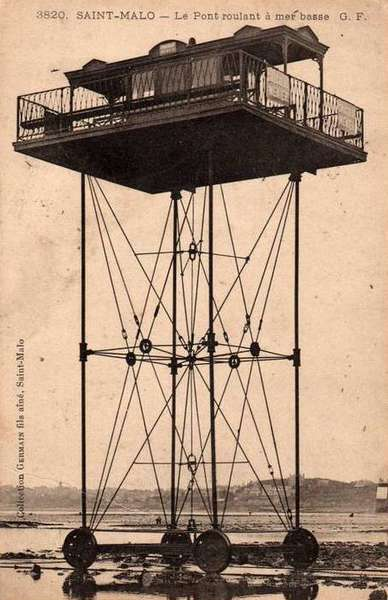
Le pont roulant à marée basse

- 10 février 1873 : décret du président de la République autorisant la construction du pont mobile à l'architecte Alexandre Leroyer et son exploitation pour 60 ans à compter du 10 février 1874
- 26 octobre 1873 : première utilisation commerciale
- 7 novembre 1873 : bénédiction du pont roulant par le curé de Saint-Servan
- 20 février 1923 : retrait de l'exploitation

## Description
Le pont roulait sur des rails Vignole de 38 kg/m, dont l'écartement était de 4,60 m. Le  chariot était supporté par des roues de 1 m de diamètre, devant lesquelles était disposé un système de chasse-pierre.
La plate-forme de 7 m x 6 m à environ 11 m de hauteur au-dessus des rails, entourée d'un garde-corps en croisillon avec des bancs en longueur, comportait une partie couverte où les passagers s'abritaient par mauvais temps.
L'ensemble de 14 tonnes était tracté par des chaînes. Une machine à vapeur de 10 chevaux était disposée dans un magasin en bois situé sur le quai du Naye, côté Saint-Servan. Le conducteur de la plate-forme indiquait le départ par un coup de trompe au machiniste posté dans ce magasin. L'arrêt était signifié par un second coup de trompe.

## Utilisation

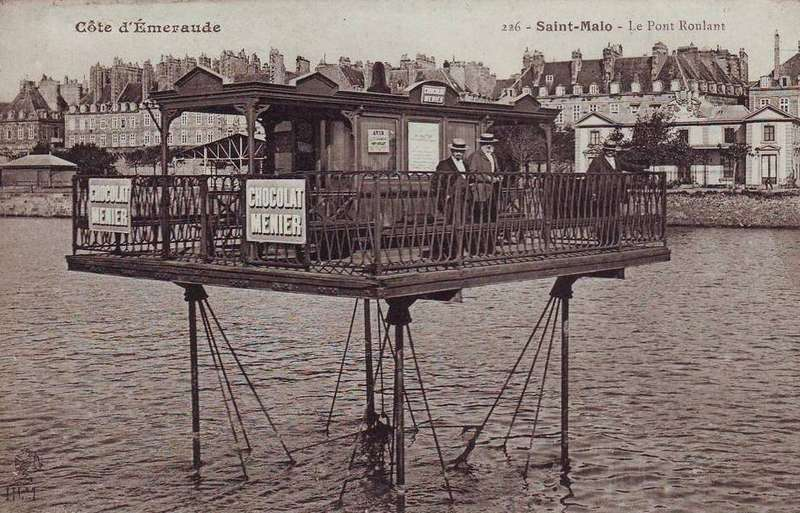
Le pont roulant à marée haute

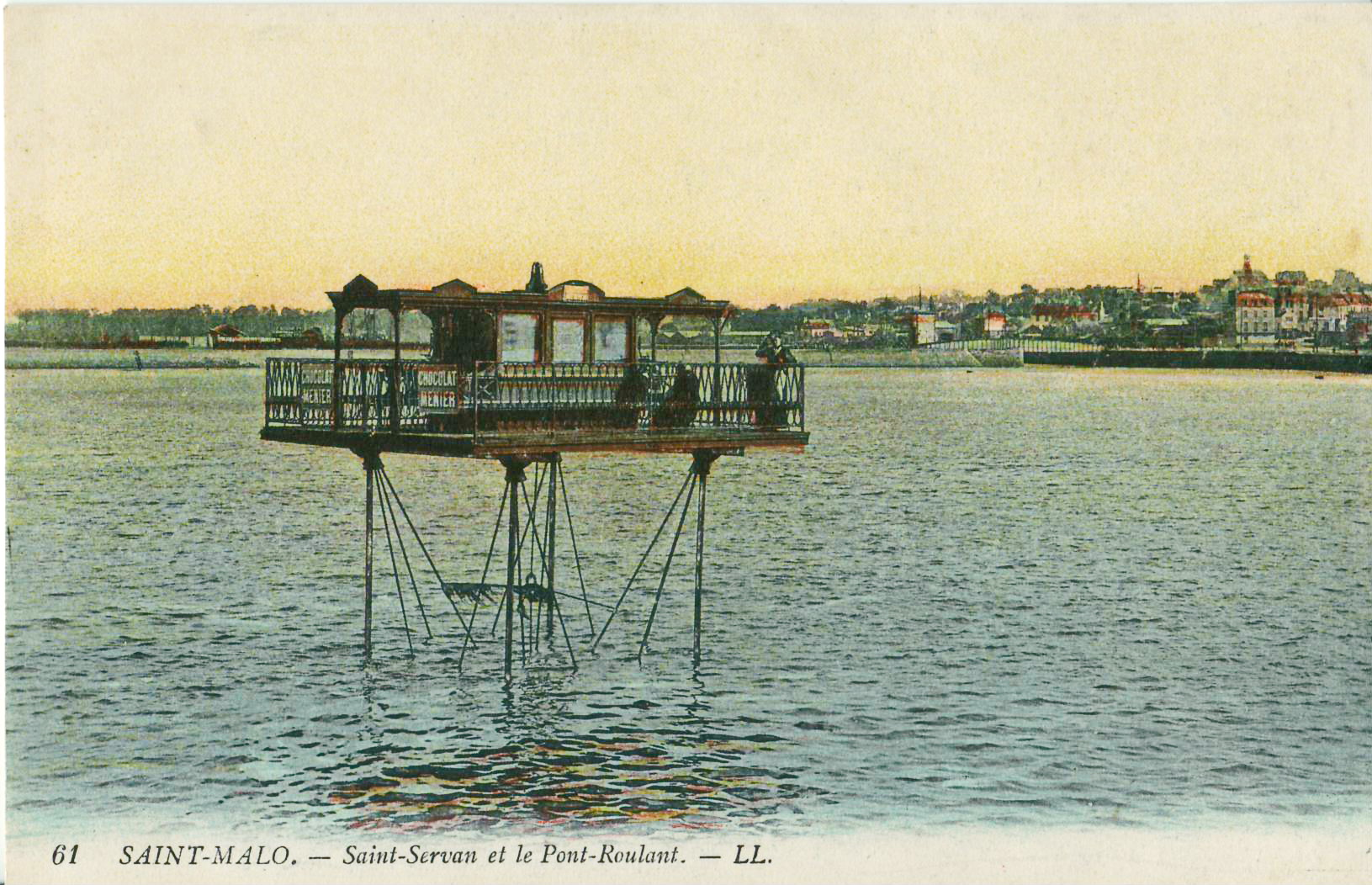
Autre vue du pont roulant à marée haute

En 1874, le pont roulant effectua en moyenne 11 rotations par jour. Chaque passage durait deux minutes et le nombre de passagers était limité à 50. Le pont fonctionnait en été de 6 h à 19 h et en hiver de 7 h à 17 h.
À l'ouverture de l'ouvrage, on avait établi une double tarification : un sou pour la galerie extérieure et deux sous en cabine. Le décret autorisait le voyage gratuit des militaires.
Les circulations devaient prendre en compte la navigation portuaire commerciale, celle-ci étant prioritaire sur le transport de passagers.

## Incidents
La tempête des 2, 3 et 4 février 1889 provoqua l'échouage du navire Le Vauquelin qui endommagea les rails et causa le déraillement du pont roulant.
La machine subit un incendie le premier août 1909. On profita de la remise en état pour électrifier la machinerie.
Le 8 novembre 1922, le navire norvégien Brawn brisa ses amarres et heurta violemment le pont roulant, provoquant d'importants dégâts qui entraînèrent la fermeture définitive de l'ouvrage.

## Autre ouvrage similaire
Un autre pont roulant d'un type très similaire, le Brighton and Rottingdean Seashore Electric Railway, surnommé « Daddy Long Legs », fut installé le long de la plage anglaise de Brighton, sur une longueur de 4,5 km. Le voyage durait 35 minutes. Il fut actif de 1896 à 1901.